# Loxocera derivata
Loxocera derivata är en tvåvingeart som beskrevs av Shatalkin 1998. Loxocera derivata ingår i släktet Loxocera och familjen rotflugor. Inga underarter finns listade i Catalogue of Life.